# Deodar
Le S/Y Deodar est un ancien Brixham Trawler, chalutier à voile de Brixham dans le Comté de Devon.
Son port d'attache actuel est Stockholm en Suède. Son immatricumlation de grande voile est : TS S 605.

## Histoire
Le Deodar a été construit en 1911 au chantier Robert Jackman de Brixham dans le comté de Devon pour le compte des patrons pêcheurs Henry & Edward James Hellings de Milford Haven. Ce chalutier à perche avait l'immatriculation BM 313 et pêchait essentiellement dans le canal de Bristol et sur la côte sud de l'Angleterre.
En 1919, il est vendu à la société de transport Slater & Barnard à Lowestoft, côte est de l'Angleterre. Il portera l'immatriculation LT 543.
En 1937 il est racheté par John Harald Heimer qui l'équipe d'un moteur. Il est revendu en 1941 à Charles Albert Johansson qui le transforme en caboteur avec une capacité de charge de 95 tonnes.
En 1959 il devient la propriété de Ingengör Kurt Järdving de Göteborg qui veut l'utiliser comme voilier de plaisance. Il a subi de multiples travaux jusqu'en 1972 et a changé plusieurs fois de propriétaire.
Il navigue comme voilier de plaisance et participe à de nombreux rassemblements de voiliers traditionnels.
Le Deodar a participé à Brest 2008 (Fêtes maritimes de Brest).